# Juan Carlos Ablanedo
Juan Carlos Ablanedo Iglesias (Mieres, Asturias, España, 2 de septiembre de 1963), conocido como Ablanedo II, es un exfutbolista español que jugaba de portero. Desarrolló toda su carrera deportiva en el Real Sporting de Gijón y fue internacional con la selección española, con la que disputó las Copas del Mundo de 1986 y 1990.

## Trayectoria
Ingresó en la Escuela de fútbol de Mareo a la edad de diez años y, tras pasar por los equipos infantiles y juveniles del Real Sporting de Gijón, llegó al Sporting de Gijón Atlético en el año 1981. Debutó en Primera División con el equipo rojiblanco el 2 de enero de 1983, tras la expulsión del guardameta José Aurelio Rivero durante un encuentro disputado en el estadio El Molinón contra el R. C. D. Español. En la temporada 1983-84 volvió a defender la portería del Sporting en los partidos correspondientes a las dos últimas jornadas de competición, ante el Real Betis Balompié y el C. D. Málaga, así como durante la Copa de la Liga.
De cara a la campaña 1984-85 quedó incorporado definitivamente a la primera plantilla del Sporting y jugó treinta y tres encuentros en los que encajó veintidós goles, cifra que le sirvió para conquistar su primer Trofeo Zamora al portero menos goleado del año. En la temporada 1985-86 repitió el mismo éxito tras recibir veintisiete tantos en los treinta y cuatro partidos de Liga que disputó. Además, el 18 de septiembre de 1985 realizó su debut en la Copa de la UEFA en la eliminatoria de los 1/32 de final que enfrentó al equipo asturiano con el F. C. Colonia. En el mes de agosto de 1987 sufrió una lesión en el tobillo izquierdo durante un encuentro amistoso que lo mantuvo tres meses alejado de los terrenos de juego; en la campaña 1988-89, una rotura en el menisco lateral externo y el ligamento cruzado anterior de la rodilla derecha motivó que se perdiera los últimos cinco meses de la competición.
Tras cumplir el servicio militar en el verano de 1989, su regreso a la portería del Sporting se produjo en la jornada 7 de la temporada 1989-90 en un partido disputado en el estadio de La Romareda ante el Real Zaragoza. Al concluir esa misma campaña consiguió su tercer Trofeo Zamora con veinticinco goles encajados en los treinta y un encuentros que jugó. En abril de 1991 sufrió una nueva rotura del ligamento cruzado, esta vez en la rodilla izquierda, debido a la cual permaneció siete meses de baja. Su recuperación coincidió con el buen estado de forma de su compañero Emilio Isierte, quien llegó a establecer el récord de imbatibilidad de un portero en el Sporting —697 minutos—, por lo que no participó en ningún encuentro de la temporada 1991-92.
Recuperó la titularidad en la campaña 1992-93, aunque una fractura de mandíbula producida durante un partido de la Copa del Rey frente al Rayo Vallecano de Madrid provocó su ausencia entre enero y marzo de 1993. En el curso 1993-94 amplió su historial de lesiones con una luxación en su hombro derecho que lo obligó a pasar por el quirófano para fijar la posición de la clavícula, motivo por el que no pudo competir por un periodo de cinco meses. A pesar de que actuó con regularidad en las siguientes tres temporadas —treinta y cuatro partidos en la 1994-95, treinta y seis en la 1995-96 y cuarenta en la 1996-97—, fue relegado a la suplencia por el entrenador José Manuel Díaz Novoa tras la jornada 21 de la campaña 1997-98 en un intento por revertir la marcha del equipo, que aún no había sumado ninguna victoria en la competición. Su último encuentro en Primera División tuvo lugar el 15 de marzo de 1998 en el estadio El Molinón ante el Real Oviedo.
Tras el descenso del Sporting a Segunda División decidió continuar un año más en el club, aunque solo llegó a intervenir en dos encuentros de la temporada 1998-99. Al finalizar la misma, puso fin a su carrera deportiva después de militar durante quince campañas en el conjunto asturiano.

## Selección nacional
Fue internacional con la selección española en las categorías juvenil y sub-21, con la que conquistó el Campeonato de Europa de 1986 tras vencer en la final a Italia. En ella, detuvo dos de los tres lanzamientos desde el punto de penalti de los italianos en la tanda que decidió el campeón del torneo. Con la selección absoluta tuvo un total de cuatro apariciones y debutó el 24 de septiembre de 1986 durante un encuentro ante Grecia celebrado en el estadio El Molinón. Además, fue convocado para participar en las Copas Mundiales de México 1986 e Italia 1990, si bien no llegó a disputar ningún partido en ambas citas.

### Participaciones en Copas del Mundo
| Mundial                        | Sede   | Resultado        |
| ------------------------------ | ------ | ---------------- |
| Copa Mundial de Fútbol de 1986 | México | Cuartos de final |
| Copa Mundial de Fútbol de 1990 | Italia | Octavos de final |

## Clubes
| Club                   | País   | Año       |
| ---------------------- | ------ | --------- |
| Sporting Atlético      | España | 1981-1984 |
| Real Sporting de Gijón | España | 1984-1999 |

## Palmarés

### Copas internacionales
| Título          | Club               | País                              | Año  |
| --------------- | ------------------ | --------------------------------- | ---- |
| Eurocopa Sub-21 | Selección española | Roma (Italia) Valladolid (España) | 1986 |

### Distinciones individuales
| Distinción    | Año  |
| ------------- | ---- |
| Trofeo Zamora | 1985 |
| Trofeo Zamora | 1986 |
| Trofeo Zamora | 1990 |